# The Dark Chapter
The Dark Chapter è il primo album solista del chitarrista statunitense Michael Romeo, componente del gruppo progressive metal Symphony X. Il lavoro è stato pubblicato nel 1994.

## Tracce
1. Carpathia
2. Cask of Amontillado
3. Psychotic Episode
4. Masque of the Red Death
5. Sevil Alucard
6. The Premature Burial
7. Mjr #13
8. Paganini - Concerto in B Minor
9. Noit Al Ever